# Open-Sankoré
Open-Sankoré es un programa para Pizarras Digitales Interactivas (PDI) libre y gratuito compatible con cualquier proyector y lápiz óptico.

## Historia
Open-Sankoré se basa en el programa Uniboard, desarrollado inicialmente en la Universidad de Lausana, Suiza. Se empezó a desarrollar en 2003 y a usar por parte de los profesores de la universidad en octubre de ese mismo año. El proyecto sufrió una escisión, y fue vendido más tarde al Grupo de Interés Público de Educación Digital en África (ENA GIP), del que forman parte varios ministerios y empresas privadas y públicas, con el objetivo de convertirlo en un proyecto libre y liberarlo bajo licencia GNU Lesser General Public License (LGPL).

## Innovaciones
Además de ser el primer software libre para pizarra digital completamente operativo, Open-Sankoré trae dos importantes innovaciones: 
- En primer lugar, el formato de archivos no es específico, sino que se basa en el estándar web W3C, lo que permite que cualquier navegador moderno pueda leerlos. De este modo, los materiales creados pueden distribuirse por Internet sin necesidad de instalar el programa o una extensión.
- En segundo lugar, el programa puede ampliarse con aplicaciones escritas también siguiendo el estándar W3C para widgets, lo que permite a los desarrolladores centrarse en la funcionalidad de Open-Sankoré, y dejar que la comunidad de usuarios desarrolle los applets que realmente necesitan.

## Impacto
El gobierno francés ha creado una Delegación Interministerial para la Educación Digital en África (DIENA) y un Grupo de Interés Público de Educación Digital en África (ENA GIP) para implementar durante varios años un programa de fomento de la educación digital en varios países africanos. Open-Sankoré es una de las estrategias de este grupo para lograr uno de los Objetivos de Desarrollo del Milenio referidos a la educación en África, una iniciativa de las Naciones Unidas.

## Versiones
Open-Sankoré v 1.4 fue liberada a principios de julio de 2012, solucionando varios problemas (bugs) y mejorando el comportamiento respecto a la versión 1.3, pero incluyendo también muchas características nuevas como: herramientas de Interactividad para crear ejercicios, motores de búsqueda on-line integrados que permiten la búsqueda de imágenes, vídeos y sonidos en Google y en Planète-Sankore directamente sin salir de la aplicación, importar distintos formatos y un nuevo motor de manejo de textos.